# Peperomia aldrinii
Peperomia aldrinii är en pepparväxtart som beskrevs av Villa Carenzo. Peperomia aldrinii ingår i släktet peperomior, och familjen pepparväxter. Inga underarter finns listade i Catalogue of Life.